# Ielena Maslova
Pour les articles homonymes, voir Maslova.
Ielena Vitalievna Maslova (en russe : Елена Витальевна Маслова) est une ancienne joueuse de volley-ball russe née le 27 août 1980. Elle mesure 1,78 m et jouait au poste de passeuse. 

## Clubs
| Club                   | De        | À         |
| ---------------------- | --------- | --------- |
| VK Toulitsa Toula      | 2001-2002 | 2007-2008 |
| Severstal Tcherepovets | 2008-2009 | 2008-2009 |
| Samorodok Khabarovsk   | 2009-2010 | 2010-2011 |
| Fakel Novy Ourengoï    | 2011-2012 | 2011-2012 |